# مانابو سایتو
مانابو سایتو (انگلیسی: Manabu Saitō؛ زاده ۴ آوریل ۱۹۹۰) یک بازیکن فوتبال اهل ژاپن است.
وی همچنین در تیم ملی فوتبال ژاپن بازی کرده‌است.